# (210) Isabella
(210) Isabella és un asteroide pertanyent al cinturó d'asteroides descobert el 12 de novembre de 1879 per Johann Palisa des de l'observatori de Pula (Croàcia).
Es desconeix la raó del nom.